# Stobaera affinis
Stobaera affinis är en insektsart som beskrevs av Van Duzee 1909. Stobaera affinis ingår i släktet Stobaera och familjen sporrstritar. Inga underarter finns listade i Catalogue of Life.